# Drava, Beljak
Drava (nemško St. Niklas an der Drau) je naselje Statutarnega mesta Beljak na Koroškem v Avstriji.